# Хлорохромат калия
Хлорохромaт кaлия — неорганическое соединение, соль калия и хлорохромовой кислоты с формулой KCrO3Cl, оранжевые кристаллы, реагирует с водой. Иногда называется солью Пелиго в честь первооткрывателя Э. Пелиго.

## Физические свойства
Хлорохромат калия образует оранжевые кристаллы моноклинной сингонии, пространственная группа P 21/c, параметры ячейки a = 0,7832 нм, b = 0,7465 нм, c = 0,7821 нм, β = 91,4°

## Получение
Хлорхромат калия впервые был получен Эженом Пелиго взаимодействием хромовой кислоты с насыщенным раствором хлорида калия:
{\displaystyle {\mathsf {H_{2}CrO_{4}+KCl\longrightarrow \ KCrO_{3}Cl+H_{2}O}}}
и взаимодействием бихромата калия с соляной кислотой:
{\displaystyle {\mathsf {K_{2}Cr_{2}O_{7}+2HCl\longrightarrow \ 2KCrO_{3}Cl+H_{2}O}}}
Последний метод используется для получения хлорохромата калия и в настоящее время.
Хлорхромат калия также может быть получен реакцией хлористого хромила с насыщенным водным раствором хлорида калия, однако этот метод практического значения не имеет:
{\displaystyle {\mathsf {CrO_{2}Cl_{2}+H_{2}O+KCl\longrightarrow \ KCrO_{3}Cl+2HCl}}}

## Химические свойства
В водных растворах хлорхромат калия разлагается с образованием бихромата калия и соляной кислоты, эта реакция обратна синтезу хлорхромата (см. выше):
{\displaystyle {\mathsf {2KCrO_{3}Cl+H_{2}O\longrightarrow \ K_{2}Cr_{2}O_{7}+2HCl}}}
В случае избытка хлорид-ионов в растворе (растворы в соляной кислоте или в водных растворах хлоридов) хлорхромат калия стабилен.
При взаимодействии с концентрированной серной кислотой хлорхромат калия разлагается с образованием хлористого хромила и хромового ангидрида:
{\displaystyle {\mathsf {2KCrO_{3}Cl+2H_{2}SO_{4}\longrightarrow \ CrO_{2}Cl_{2}+CrO_{3}+2KHSO_{4}}}}